# August Finger (Politiker)
August Finger (* 14. April 1880 in dem Dorf Lubcza in Westpreußen; † 28. Juni 1963 in Frankfurt-Unterliederbach) war ein deutscher Werkmeister und Mitglied des Provinziallandtages der Provinz Hessen-Nassau.

## Leben
August Finger wurde als Sohn eines Landwirts in dem Dorf Lubcza geboren, das zum Kreis Flatow in Westpreußen gehörte und 1920 an Polen abgetreten werden musste. Er besuchte die zweijährige Handelsschule in Vandsburg in Pommern. Nach dem Umzug in das Rhein-Main-Gebiet nahm er eine Tätigkeit bei den Farbwerken Hoechst AG auf, wo er 1905 die Prüfung zum Färbermeister ablegte und zum Abteilungsleiter (Werkmeister) aufstieg.
Er engagierte sich politisch, wurde Mitglied der Nationalliberalen Partei (ab 1918 Deutsche Volkspartei) und hatte einen Sitz in der Gemeindevertretung Unterliederbach.
Bis 1928 war er Stadtverordneter und ehrenamtlicher Stadtrat in Höchst sowie Mitglied des Kreistages und des Kreisausschusses des Kreises Höchst, der in dem Jahr aufgelöst wurde.
Von 1930 bis 1932 hatte er ein Mandat für den Nassauischen Kommunallandtag des preußischen Regierungsbezirks Wiesbaden bzw. für den Provinziallandtag der Provinz Hessen-Nassau, wo er Mitglied des Beamten- und Eingabeausschusses war. 
Zum 1. Mai 1933 trat er in die NSDAP ein (Mitgliedsnummer 2.399.846) und kandidierte ohne Erfolg bei den Kommunallandtagswahlen. Seit 1939 war er Inhaber eines Café-Restaurants in Höchst.
Nach dem Krieg wurde er Mitglied der Freien Demokratischen Partei (FDP).

### Öffentliche Ämter
- Aufsichtsratsmitglied bei der Höchster Volksbank
- Kirchenvorsteher in Unterliederbach
- Vorsitzender des Haus- und Grundbesitzervereins Höchst